# ليلي براون
ليلي براون (بالألمانية: Lily Braun) (و. 1865 – 1916 م) هي كاتِبة ألمانية، ولدت في هلبرشتات، كانت عضوةً في الحزب الديمقراطي الاجتماعي الألماني، توفيت في برلين، عن عمر يناهز 51 عاماً.

## روابط خارجية
- ليلي براون على موقع الموسوعة البريطانية (الإنجليزية)